# 馮夢竜
馮 夢竜（ふう むりゅう、ふう ぼうりょう、1574-1646年）は、中国明末期の小説家、著作家、陽明学者である。字を猶竜（ゆうりゅう）、号は墨憨斎（ぼくかんさい）といい、また竜子猶（りゅうしゆう）とも号した。弟である画家の夢桂（むけい）、大学生の夢熊（むゆう）と共に「呉下三馮」と呼ばれた。

## 生涯
1574年（万暦2年）、呉県（蘇州府）長洲県に生まれ、若い頃から小説作品に親しんでいた。四書、春秋左氏伝の注釈書なども含め、小説など雑著の多い人物であるが、その多くは増補（『平妖伝』等）や編輯（三言等）であり、自身による純粋な創作物は少なく、若いころの出世作『双雄記』が唯一のものとされている。
1630年（崇禎3年）に県の貢生、1634年（崇禎7年）に建寧府寿寧県の知県に就任し、女児の間引きの風習が当地にあったことを咎め、禁止する命令を出したことが伝えられている。1638年に職を離れ、1646年（順治3年）の明滅亡の際に節に殉じた。正史には載っていないが、『蘇州府史』に「才情跌宕（てっとう）、詩文麗藻（れいそう）、尤も経学に明なり」と評されている。
王陽明の崇拝者であり、王陽明の詳細な伝記『皇明大儒王陽明先生出身靖乱録（王陽明靖乱録）』を記した。王陽明の伝記本としては古く、やや小説風ではあるが細かいエピソードの多さからよく王陽明の伝記には引用される。50年ほど年長の陽明学左派の李卓吾（1527-1602年）にも共鳴していたが、増井経夫によれば李卓吾に比べると馮夢竜は権力に対し戦闘的でなく、鋭利な論法による正面切っての批判を韜晦して、『智嚢』の様々な逸話によって表現しようとした。ちなみに馮夢竜は、『李卓吾先生批評忠義水滸伝』の増補、整理、出版作業に携わっている。

## 著作
『馮夢竜全集』（1993年、上海古籍出版社、影印版）には、二十六種の著作を網羅しているが、大木康はうち2種は馮夢竜が実際に出版に関与したかどうか疑わしいとしている。また通行している書籍の題名と、馮夢竜が書いた題名には異同がある。
以下では、松枝茂夫が選んだ作品を列挙する。
- 『春秋衡庫』 － 『蘇州府史』の絶賛する経学関係の著述であるが、彼の名が後世まで残ったのは専ら以下の通俗文学作品である。
- 『三言』 －当時流行していた白話小説を編纂したもの。『喩世明言』『警世通言』『醒世恒言』の3つの選集の総称である。
- 『平妖伝』 － 羅貫中の著と伝えられていた二十回本を増補し、新しいエピソードを追加して四十回本に仕上げ「三遂北宋平妖伝」と称した。日本の作家鳥海尽三の「新・平妖伝」とは別である。
- 『新列国志』 － 余邵魚（よしょうぎょ）撰 『列国志伝』を修正補足し、『新列国志』と改称。後に清代中期にさらに蔡元放（中国語版）（さいげんほう）が修正改称し『東周列国志』となる。

その他、小説では『両漢演義』、『盤古誌伝』、『有夏誌伝』、『五朝小説』、『情史類略（中国語版）』等がある。
- 『皇明大儒王陽明先生出身靖乱録（中国語版）』 － 略称『王陽明靖乱録』[7]」。日本にだけ原本が残存した創作、王陽明の外伝。三教の教えを小説にした「三教偶拈」シリーズの一つ。 中国語版ウィキソースに本記事に関連した原文があります：三教偶拈

戯曲では、《墨憨斎伝奇定本》と称するシリーズが15編あるが、改刪作品の他に自作の戯曲も含まれている。
- 『山歌』十巻 － 蘇州の採集民謡集。
- 『太霞新奏』 － 散曲の選集。
- 『古今譚槩（中国語版）』 － 史伝瑣聞中の逸話集。 中国語版ウィキソースに本記事に関連した原文があります：古今譚槩
- 『智嚢』・『智嚢補（中国語版）』 － 同上。前者は天啓6年（1626年）刊行で800話余り、後者は崇禎7年（1634年）刊行の増補改訂版で1000話余りを収録。馮夢竜による評語の分量は膨大で収録した逸話本文を超える個所も少なからずあり、逸話集というよりは政治社会に対する鋭い批評といわれている[8]。増井経夫 《『智嚢』中国人の智慧》には7分の1ほどの日本語訳を収録している。麻生川静男《中国四千年の策略大全》には増井の本で取り上げられた話と極力ダブらず、５分の１ほどの日本語訳を収録している。
- 『笑府』 － 笑話の集大成。日本にも伝えられ、落語の材料となったものもある。

この他、春秋の専門家としての科挙参考書など、著作は多岐にわたる。

## 注・出典
1. 1 2 3  松枝茂夫 《宋・元・明通俗小説選》 『三言二拍抄』 1970年 平凡社 『中国古典文学大系』 25、解説 p.524 。ISBN 978-4582312256
2. 1 2  太田辰夫 訳 『平妖伝』1967年 平凡社 『中国古典文学大系』 36、解説 p.413-414 。ISBN 978-4582312362
3. ↑  『蘇州府史』原文は「馮夢龍、字猶龍、才情跌宕、詩文麗藻、尤明經學、崇禎時、以貢選壽寧知縣 江南通史」影印
4. ↑  劉穎 2011, p. 149.
5. ↑  増井経夫 著 《『智嚢』中国人の智慧》 1978年 朝日選書 105 、p.27 。
6. ↑  劉穎 2011, p. 148-149.
7. ↑  日本国内書籍は、中田勝 著 『王陽明靖乱録』 1988年 《中国古典新書 続編 9》明徳出版社 ISBN 978-4896198096 がある。
8. ↑  劉穎 2011, p. 150.